# Paris-Roubaix 2013
Paris–Roubaix 2013 var den 111. udgave af den franske cykelklassiker Paris-Roubaix. Løbet blev afholdt søndag den 7. april 2013 med start i Compiègne og mål på Vélodrome André-Pétrieux i den nordfranske by Roubaix. Løbet var det tiende i UCI World Tour 2013.

## Deltagende hold
Fordi Paris–Roubaix er en del af UCI World Tour, er alle 19 UCI ProTour-hold automatisk inviteret og forpligtet til at sende et hold. Derudover kunne løbsarrangøren ASO vha. wildcards invitere et antal hold fra lavere rækker.
| UCI ProTour-hold: - Ag2r-La Mondiale (ALM) - Argos-Shimano (ARG) - Astana Pro Team (AST) - Belkin Pro Cycling (BEL) - BMC Racing Team (BMC) - Cannondale (CAN) - Euskaltel-Euskadi (EUS) - FDJ (FDJ) - Garmin-Sharp (GRM) | 0 - Lampre-Merida (LAM) - Lotto-Belisol (LTB) - Movistar Team (MOV) - Omega Pharma-Quick Step (OPQ) - Orica-GreenEDGE (OGE) - RadioShack-Leopard (RLT) - Team Saxo-Tinkoff (SAX) - Team Sky (SKY) - Vacansoleil-DCM (VCD) - Team Katusha (KAT) | Wildcards: - Bretagne-Séché Environnement - Cofidis - IAM Cycling - Saur-Sojasun - Team Europcar - Team NetApp-Endura |

## Resultat
|    | Rytter                    | Hold                    | Tid        |
| -- | ------------------------- | ----------------------- | ---------- |
| 1  | Fabian Cancellara (SUI)   | RadioShack-Leopard      | 5t 45' 33" |
| 2  | Sep Vanmarcke (BEL)       | Blanco Pro Cycling      | s.t.       |
| 3  | Niki Terpstra (NED)       | Omega Pharma-Quick Step | + 31"      |
| 4  | Greg Van Avermaet (BEL)   | BMC Racing Team         | + 31"      |
| 5  | Damien Gaudin (FRA)       | Europcar                | + 31"      |
| 6  | Zdeněk Štybar (CZE)       | Omega Pharma-Quick Step | + 39"      |
| 7  | Sebastian Langeveld (NED) | Orica-GreenEDGE         | + 39"      |
| 8  | Juan Antonio Flecha (ESP) | Vacansoleil-DCM         | + 39"      |
| 9  | Alexander Kristoff (NOR)  | Team Katusha            | + 50"      |
| 10 | Sébastien Turgot (FRA)    | Europcar                | + 50"      |